# Čkalovskaja (metropolitana di Mosca)
Čkalovskaja (in russo Чкаловская?) è una stazione della Metropolitana di Mosca, situata sulla Linea Ljublinsko-Dmitrovskaja. Fu inaugurata il 28 dicembre 1995, insieme all'apertura della linea; la fermata fu costruita dagli architetti Nina Aleshina, Leonid Borzenkov e Alexandr Vigdorov.
Prende il nome dal famoso aviatore sovietico Valerij Čkalov, e il tema decorativo della stazione è appunto dedicato all'aviazione. La stazione fu costruita secondo il design a tre ambienti separati da un corridoio, alla profondità di 51 metri. I pilastri sono ricoperti in marmo grigio e azzurro, mentre il pavimento in granito rosso, grigio e nero. Sul soffitto sono presenti illuminazioni semi-circolari, mentre le mura sono in marmo nei toni del rosso.
Una scala mobile conduce dall'ingresso sotterraneo a via Zemljanoi Val e alla stazione ferroviaria Kuskij. L'ingresso agisce anche come punto di interscambio con la stazione Kurskaja-Kol'cevaja, sulla Linea Kol'cevaja, mentre l'altra estremità del corridoio centrale funge da interscambio con Kurskaja-Radial'naja, appartenente alla Linea Arbatsko-Pokrovskaja, inaugurato il 28 marzo 1996.
Poco oltre la stazione vi è un binario di servizio che conduce alla Linea Kol'cevaja, utilizzato per i treni cargo e per i trasferimenti tra i depositi.